# Félix Jousserand
Félix Jousserand, né le 13 avril 1978 à Paris, est un poète français, issu de la scène slam parisienne.

## Biographie
Félix Jousserand contribue dès le début des années 2000 à l'émergence du slam en France, dans les cafés de l'Est parisien. Il s'illustre par une production littéraire, musicale, scénique et éditoriale.
En 2002, il crée les éditions Spoke, structure indépendante liée au mouvement slam, qui publiera une vingtaine de titres. En 2007, il coordonne Blah - une anthologie du slam, ouvrage de référence consacré aux pionniers de cette scène, en coédition avec Florent Massot. En 2009, il publie un premier recueil de poésie, Basketville, aux éditions Au Diable Vauvert et collabore avec la compagnie Duzieu Dans Les Bleus (Nathalie Garraud et Olivier Saccomano), pour la mise en scène de Victoria, spectacle créé en janvier 2010 à La Friche, La Belle de Mai à Marseille.
En 2012, il participe à La Conservature, pièce sonore créée à Canal 93 (Bobigny). En juillet 2013, il encadre des adolescents du quartier nord d'Amiens qui étudieront ses slams. En 2014, il joue Hostes Humani Generis, à la Maison des Métallos.
Co-dirige la collection VO.X aux éditions Au Diable Vauvert[source secondaire souhaitée], programme des soirées mensuelles de poésie au Théâtre des 13 Vents à Montpellier, et dirige des ateliers d'écriture dans toutes les banlieues nord de France[source secondaire souhaitée].
Pensionnaire en 2020-21 de l'Académie de France à Rome - Villa Médicis

## Musique
Il cofonde le collectif Spoke Orkestra avec D' de Kabal et Nada vers 2002. Le groupe écume les arrières salles, squats, festivals, en performances de poésie a-cappella, avant d'intégrer Franco Mannara, qui compose et enregistre ses premiers titres studio. En 2004, l'album Interdit aux mineurs, suivi d'une tournée, impose le collectif au franc-parler et à l'esthétique sans concession. En 2010, le groupe se met en veille.
À l'époque, il se produit régulièrement sur scène avec des musiciens improvisateurs: Stéphane Payen, Gilles Coronado, DJ Pone, Benjamin Colin, Sarah Murcia, Serge Teyssot-Gay, Keyvan Chemirani, Olivier Mellano, Niveau Zéro...
Avec Vincent Artaud (b), Régis Ceccarelli (dr), Gilles Coronado (g), il fait paraître deux albums sous le nom de Dum Dum. Premier disque éponyme en 2006, Félix J. signe et interprète les textes. En 2010 parait le second opus intitulé Le professeur Félix.
Entre 2010-14, il réalise avec les moyens du bord une accumulation de pièces sonores miniatures, dont il assure également la composition : La Tentation, sous forme d'une centaine de fragments prosodiques chantés, produits par Arte radio.
Aussi parolier, entre autres, pour : Jeanne La Fonta, Sangue, Simone elle est Bonne, Katerine, Arm, Déborah Dégouts, Alice Animal, Volutes, Alexis Roussiaux, Grand Travers...[source secondaire souhaitée],,

## Discographie
- 2004 : Interdit aux mineurs (avec Spoke Orkestra) - BMG
- 2006 : Dum Dum (avec Dum Dum) - Discograph
- 2007 : Merci Merci (sur la compilation Bouchazoreill Slam) - Because
- 2007 : N'existe pas (avec Spoke Orkestra) - Basaata/Musicast
- 2009 : With Words (avec THÔT) - Stéphane Payen
- 2010 : Le professeur Félix (avec Dum Dum) - Discograph
- 2012 : La Peste et En dessous de la réalité ( Spoke Orkestra ) - Riposte
- 2014 : La Tentation
- 2024 : Canso - épopée chantée - Livre-CD - Au Diable Vauvert

## Théâtre
Cette section ne s'appuie pas, ou pas assez, sur des sources secondaires ou tertiaires indépendantes du sujet.

Pour l'améliorer, ajoutez-en, ou placez des modèles {{Source secondaire souhaitée}} ou {{Source secondaire nécessaire}} sur les passages mal sourcés. (décembre 2024)
- Beautés Déviantes - Théâtre des Tafurs, Bordeaux. 2008
- Victoria - Duzieu dans les bleus, Massalia, Marseille. 2010
- La Conservature - Canal 93, Bobigny. 2012
- Pourquoi les martiens ne viennent pas à La Paillade ? - Théâtre Jean Vilar, Montpellier. 2014
- Hostes Humani Generis - La Maison des Métallos, Paris. 2014
- Canso, la chanson de la croisade albigeoise - La Vignette, Montpellier. 2018
- Barbaresques - Théâtre de Chambre, Le Phénix, Le Manège, Le Channel... 2018
- L'Enterrement de David B. - Compagnie 2L - Le Phénix. 2023
- Le Siège de Mossoul - SACD / Le Festival d'Avignon. 2024[13]